# ホルトソウ
ホルトソウ（ホルト草、続随子、学名: Euphorbia lathyris）は、トウダイグサ属の植物の一種。原産域は南ヨーロッパや北西アフリカから南西アジアや中国西部にかけて広がっているが、本来の生息地以外の多くの地域にも拡大し、定着している。
リンネの『植物の種』(1753年) で記載された植物の一つである。

## 特徴

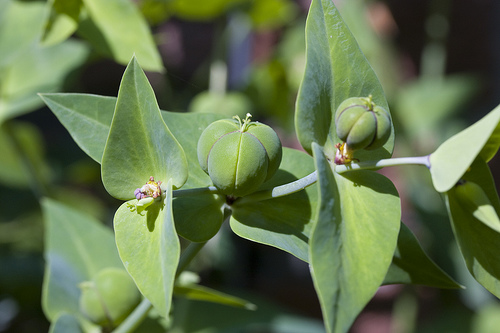
ホルトソウの実

二年生植物 (一年生植物になることもある)であり、青緑色の茎は高さ1.5メートルにもなる。葉序は十字対生型をしている。葉は青緑色で披針形をしており、長さ5～15センチメートル、幅は1-2.5センチメートルで葉脈は緑がかった白色をしている。花は緑色から黄緑色をしており、直径4ミリメートルで花弁はない。直径1.5センチメートル程の球形の実の中に3つの種子が入っており、種子は緑色から熟れて茶色や灰色になる。
また、種子や根を含むホルトソウ全体は毒を持ち、触れるとラテックスが分泌され、皮膚炎を起こす。ただし、家畜やヤギがホルトソウを食べると毒素に免疫を持つこともある。 